# Vandenboschia quelpaertensis
Vandenboschia quelpaertensis är en hinnbräkenväxtart som först beskrevs av Takenoshin Nakai, och fick sitt nu gällande namn av Ebihara. Vandenboschia quelpaertensis ingår i släktet Vandenboschia och familjen Hymenophyllaceae. Inga underarter finns listade.